# Bois-le-Roi (Eure)
Bois-le-Roi é uma comuna francesa na região administrativa da Normandia, no departamento de Eure. Estende-se por uma área de 5,43 km². Em 2010 a comuna tinha 1 216 habitantes (densidade: 223,9 hab./km²).